# A Happy Endings epizódjainak listája
Ez a cikk a Happy Endings – Fuss el véle! című sorozat epizódjait listázza.

## Évados áttekintés
| Évad | Évad | Epizódok | Eredeti sugárzás     | Eredeti sugárzás    | Eredeti adó | Magyar sugárzás   | Magyar sugárzás    | Magyar adó     |
| Évad | Évad | Epizódok | Évadpremier          | Évadfinálé          | Eredeti adó | Évadpremier       | Évadfinálé         | Magyar adó     |
| ---- | ---- | -------- | -------------------- | ------------------- | ----------- | ----------------- | ------------------ | -------------- |
|      | 1    | 13       | 2011. április 13.    | 2011. augusztus 24. | ABC         | 2012. október 31. | 2012. december 12. | Comedy Central |
|      | 2    | 21       | 2011. szeptember 28. | 2012. április 4.    | ABC         | 2013. április 3.  | 2013. június 5.    | Comedy Central |
|      | 3    | 23       | 2012. október 23.    | 2013. május 3.      | ABC         | 2014. május 21.   | 2014. augusztus 6. | Comedy Central |

## 1. évad (2011)
| Sor. | Év. | Cím                              | Rendező                    | Író                                                                | Premier                                | Nézettség   |
| ---- | --- | -------------------------------- | -------------------------- | ------------------------------------------------------------------ | -------------------------------------- | ----------- |
| 1.   | 1.  | Pilot                            | Anthony Russo és Joe Russo | David Caspe                                                        | 2011. április 13. 2012. október 31.    | 7,30 millió |
| 2.   | 2.  | The Quicksand Girlfriend         | Jeff Melman                | Josh Bycel                                                         | 2011. április 13. 2012. október 31.    | 5,70 millió |
| 3.   | 3.  | Your Couples Friends & Neighbors | Fred Savage                | Josh Bycel                                                         | 2011. április 20. 2012. november 7.    | 4,59 millió |
| 4.   | 4.  | Mein Coming Out                  | Jeff Melman                | Gail Lerner                                                        | 2011. április 20. 2012. november 7.    | 3,86 millió |
| 5.   | 5.  | Like Father, Like Gun            | Tristram Shapeero          | Daniel Libman és Matthew Libman                                    | 2011. április 27. 2012. november 14.   | 5,17 millió |
| 6.   | 6.  | Of Mice & Jazz-Kwon-Do           | Troy Miller                | Rob Kerkovich és Todd Waldman                                      | 2011. május 4. 2012. november 14.      | 3,88 millió |
| 7.   | 7.  | Dave of the Dead                 | Randall Einhorn            | Leila Strachan                                                     | 2011. május 4. 2012. november 21.      | 3,26 millió |
| 8.   | 8.  | The Girl with the David Tattoo   | Jay Chandrasekhar          | Prentice Penny                                                     | 2011. május 11. 2012. november 21.     | 4,18 millió |
| 9.   | 9.  | You've Got Male                  | Matt Shakman               | Leila Strachan                                                     | 2011. május 11. 2012. november 28.     | 3,46 millió |
| 10.  | 10. | Bo Fight                         | Joe Russo                  | David Caspe                                                        | 2011. május 18. 2012. november 28.     | 3,70 millió |
| 11.  | 11. | Barefoot Pedaler                 | Anthony Russo              | Gail Lerner                                                        | 2011. május 18. 2012. december 5.      | 3,10 millió |
| 12.  | 12. | The Shershow Redemption          | Lee Shallat-Chemel         | Todd Linden, Sierra Teller Ornelas, Steve Basilone és Annie Mebane | 2011. május 25. 2012. december 5.      | 4,02 millió |
| 13.  | 13. | Why Can't You Read Me?           | Lee Shallat-Chemel         | Prentice Penny                                                     | 2011. augusztus 24. 2012. december 12. | 2,98 millió |

## 2. évad (2011-2012)
| Sor. | Év. | Cím                                                                | Rendező              | Író                                          | Premier                               | Nézettség   |
| ---- | --- | ------------------------------------------------------------------ | -------------------- | -------------------------------------------- | ------------------------------------- | ----------- |
| 14.  | 1.  | Blax, Snake, Home                                                  | Anthony Russo        | Josh Bycel                                   | 2011. szeptember 28. 2013. április 3. | 7,25 millió |
| 15.  | 2.  | Baby Steps                                                         | Tristram Shapeero    | Gail Lerner                                  | 2011. október 5. 2013. április 3.     | 6,70 millió |
| 16.  | 3.  | Yesandwitch                                                        | Joe Russo            | Leila Strachan                               | 2011. október 12. 2013. április 3.    | 7,29 millió |
| 17.  | 4.  | Secrets and Limos                                                  | Anthony Russo        | Hilary Winston                               | 2011. október 19. 2013. április 3.    | 6,81 millió |
| 18.  | 5.  | Spooky Endings                                                     | Fred Savage          | Daniel Libman és Matthew Libman              | 2011. október 26. 2013. április 10.   | 8,33 millió |
| 19.  | 6.  | Lying Around                                                       | Fred Savage          | Prentice Penny                               | 2011. november 2. 2013. április 10.   | 7,62 millió |
| 20.  | 7.  | The Code War                                                       | Rob Greenberg        | Josh Bycel                                   | 2011. november 16. 2013. április 17.  | 6,94 millió |
| 21.  | 8.  | Full Court Dress                                                   | Victor Nelli, Jr.    | Sierra Teller Ornelas                        | 2011. november 23. 2013. április 17.  | 7,11 millió |
| 22.  | 9.  | Grinches Be Crazy                                                  | Jeff Melman          | Hilary Winston                               | 2011. december 7. 2013. április 24.   | 6,38 millió |
| 23.  | 10. | The Shrink, The Dare, Her Date and Her Brother                     | Jeff Melman          | Gail Lerner                                  | 2012. január 4. 2013. április 24.     | 7,48 millió |
| 24.  | 11. | Meat The Parrots                                                   | Jay Chandrasekhar    | Prentice Penny                               | 2012. január 11. 2013. május 1.       | 6,68 millió |
| 25.  | 12. | Makin' Changes!                                                    | Michael Patrick Jann | Gil Ozeri és Jackie Clarke                   | 2012. január 18. 2013. május 1.       | 6,05 millió |
| 26.  | 13. | The St. Valentine's Day Maxssacre                                  | Joe Russo            | Matthew Libman és Daniel Libman              | 2012. február 8. 2013. május 8.       | 6,70 millió |
| 27.  | 14. | Everybody Loves Grant                                              | Kyle Newacheck       | Leila Strachan                               | 2012. február 15. 2013. május 8.      | 5,44 millió |
| 28.  | 15. | The Butterfly Effect Effect                                        | Victor Nelli, Jr.    | Jonathan Groff és Sierra Teller Ornelas      | 2012. február 22. 2013. május 15.     | 5,45 millió |
| 29.  | 16. | Cocktails & Dreams                                                 | Rob Greenberg        | David Caspe, Matthew Libman és Daniel Libman | 2012. február 29. 2013. május 15.     | 5,94 millió |
| 30.  | 17. | The Kerkovich Way                                                  | Steven Sprung        | Todd Linden                                  | 2012. március 7. 2013. május 22.      | 4,49 millió |
| 31.  | 18. | Party of Six                                                       | Fred Goss            | Lon Zimmet és Dan Rubin                      | 2012. március 14. 2013. május 22.     | 5,27 millió |
| 32.  | 19. | You Snooze, You Bruise                                             | Jay Chandrasekhar    | Leila Strachan                               | 2012. március 21. 2013. május 29.     | 4,10 millió |
| 33.  | 20. | Big White Lies                                                     | Gail Mancuso         | Gail Lerner                                  | 2012. március 28. 2013. május 29.     | 4,13 millió |
| 34.  | 21. | Four Weddings and a Funeral (Minus Three Weddings and One Funeral) | Rob Greenberg        | Leila Strachan és Josh Bycel                 | 2012. április 4. 2013. június 5.      | 3,67 millió |

## 3. évad (2012-2013)
| Sor. | Év. | Cím                                  | Rendező              | Író                                          | Premier                             | Nézettség   |
| ---- | --- | ------------------------------------ | -------------------- | -------------------------------------------- | ----------------------------------- | ----------- |
| 35.  | 1.  | Cazsh Dummy Spillionaires            | Fred Goss            | David Caspe, Matthew Libman és Daniel Libman | 2012. október 23. 2014. május 21.   | 5,57 millió |
| 36.  | 2.  | Sabado Free-Gante                    | Stuart McDonald      | Josh Bycel és Jonathan Fener                 | 2012. október 30. 2014. május 21.   | 4,31 millió |
| 37.  | 3.  | Boys II Menorah                      | Eric Appel           | Dan Rubin és Lon Zimmet                      | 2012. november 13. 2014. május 28.  | 4,36 millió |
| 38.  | 4.  | More Like Stanksgiving               | Jay Chandrasekhar    | Leila Strachan                               | 2012. november 20. 2014. május 28.  | 4,38 millió |
| 39.  | 5.  | P&P Romance Factory                  | Beth McCarthy-Miller | Erik Sommers                                 | 2012. december 4. 2014. június 4.   | 3,37 millió |
| 40.  | 6.  | To Serb with Love                    | Victor Nelli Jr.     | Jonathan Groff és Brian Gallivan             | 2012. december 11. 2014. június 4.  | 3,22 millió |
| 41.  | 7.  | No-Ho-Ho                             | Michael Patrick Jann | Prentice Penny                               | 2012. december 18. 2014. június 11. | 3,16 millió |
| 42.  | 8.  | Fowl Play/Date                       | Rob Greenberg        | Sierra Teller Ornelas                        | 2013. január 6. 2014. június 11.    | 2,40 millió |
| 43.  | 9.  | Ordinary Extraordinary Love          | Michael Price        | Daniel Chun                                  | 2013. január 8. 2014. június 18.    | 3,66 millió |
| 44.  | 10. | KickBall 2: The Kickening            | Gail Lerner          | Jackie Clarke és Gil Ozeri                   | 2013. január 13. 2014. június 18.   | 2,07 millió |
| 45.  | 11. | The Ex Factor                        | Fred Goss            | Leila Strachan                               | 2013. január 15. 2014. június 25.   | 3,05 millió |
| 46.  | 12. | The Marry Prankster                  | Rebecca Asher        | Jackie Clarke és Gil Ozeri                   | 2013. január 29. 2014. június 25.   | 2,92 millió |
| 47.  | 13. | Our Best Friend's Wedding            | Rob Greenberg        | Hilary Winston                               | 2013. január 29. 2014. július 2.    | 2,85 millió |
| 48.  | 14. | In the Heat of the Noche             | Josh Bycel           | Matthew Libman és Daniel Libman              | 2013. március 29. 2014. július 2.   | 2,97 millió |
| 49.  | 15. | The Straight Dope                    | Steven Sprung        | Lon Zimmet és Dan Rubin                      | 2013. március 29. 2014. július 9.   | 2,29 millió |
| 50.  | 16. | The Incident                         | Ken Whittingham      | Erik Sommers                                 | 2013. április 5. 2014. július 9.    | 3,28 millió |
| 51.  | 17. | Bros Before Bros                     | Eric Appel           | Jason Berger                                 | 2013. április 5. 2014. július 16.   | 2,69 millió |
| 52.  | 18. | She Got Game Night                   | Kyle Newacheck       | Brian Gallivan                               | 2013. április 12. 2014. július 16.  | 2,73 millió |
| 53.  | 19. | The Storm Before the Calm            | Kyle Newacheck       | Prentice Penny                               | 2013. április 12. 2014. július 23.  | 2,08 millió |
| 54.  | 20. | The Ballad of Lon Sarofsky           | Fred Goss            | Jackie Clarke és Gil Ozeri                   | 2013. április 26. 2014. július 23.  | 2,19 millió |
| 55.  | 21. | Un-sabotagable                       | Tristram Shapeero    | Jonathan Fener                               | 2013. április 26. 2014. július 30.  | 1,73 millió |
| 56.  | 22. | Deuce Babylove 2: Electric Babydeuce | David Caspe          | Matthew Libman és Daniel Libman              | 2013. május 3. 2014. július 30.     | 2,68 millió |
| 57.  | 23. | Brothas & Sisters                    | Rebecca Asher        | Josh Bycel és Leila Strachan                 | 2013. május 3. 2014. augusztus 6.   | 2,17 millió |